# St. Nikolaus (Göppenham)

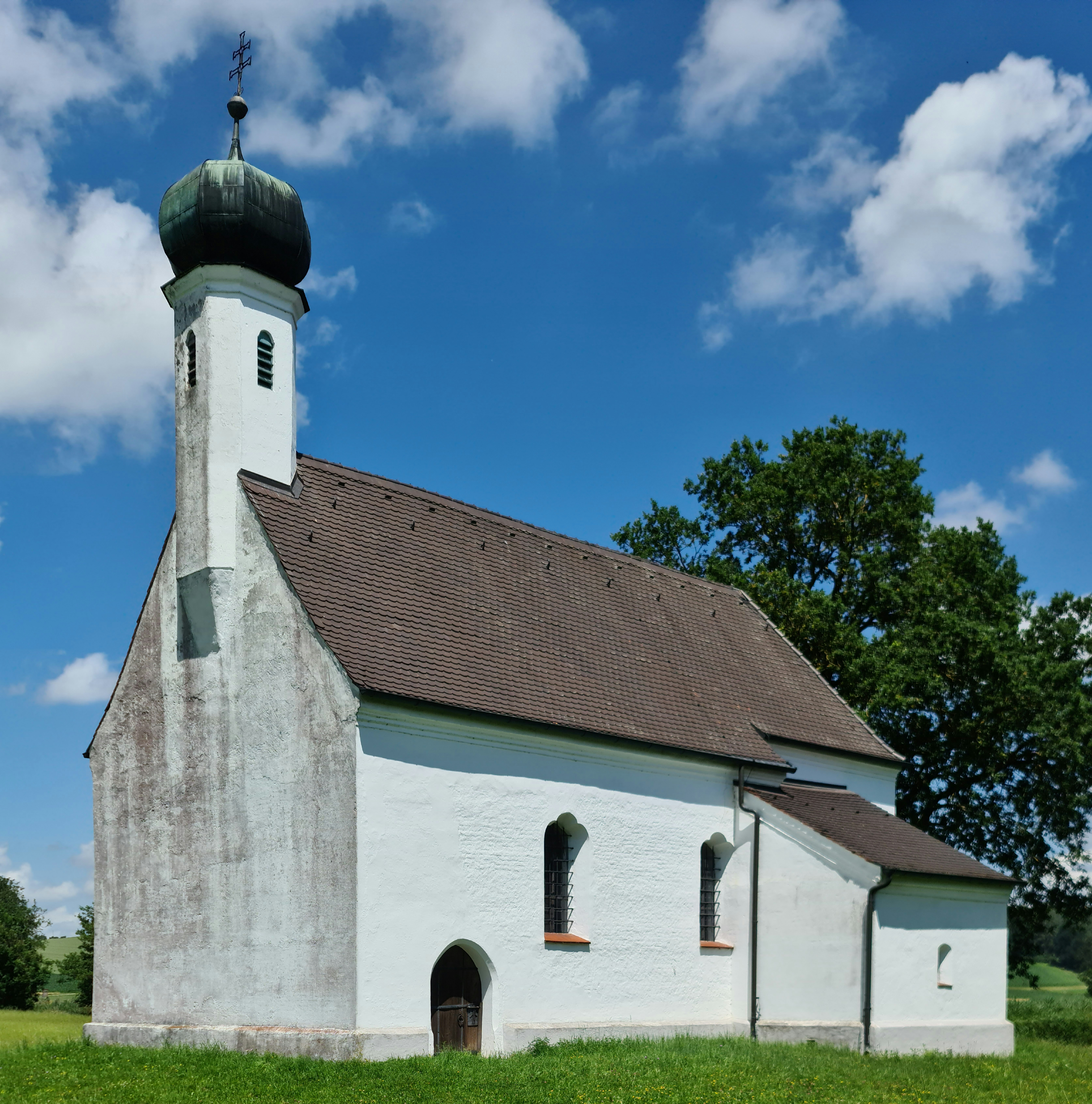
Kirche St. Nikolaus in Göppenham

Die Filialkirche St. Nikolaus, auch Wasenkirche, ist die römisch-katholische Dorfkirche von Göppenham, einem Ortsteil der Gemeinde Rattenkirchen in Oberbayern.

## Geschichte
Der Chor der kleinen Saalkirche wurde im Stil der Gotik errichtet. Das Langhaus kam wohl erst im 17. Jahrhundert dazu. Die Kirche ist in die Liste der Baudenkmäler in Rattenkirchen eingetragen. Die untertägigen spätmittelalterlichen und frühneuzeitlichen Befunde im Bereich der Kirche sind als Bodendenkmal in der Gemarkung Rattenkirchen geschützt.

## Beschreibung
Der durch ein Joch gegliederte Chor ist an fünf seiner acht Ecken geschlossen. Das Netzgewölbe liegt auf Kragsteinen auf. Die Wandpfeiler schließen mit spitzen Schildbögen mit abgefasten Kanten.
Das Langhaus ist flachgedeckt. An der Westseite schmückt ein Dachreiter die Kirche, der nach oben mit einer Zwiebelhaube abschließt.